# Gemellipora eburnea
Gemellipora eburnea är en mossdjursart som beskrevs av Smitt 1873. Gemellipora eburnea ingår i släktet Gemellipora och familjen Pasytheidae. Inga underarter finns listade i Catalogue of Life.